# Lytorhynchus gasperetti
Espèce
Statut de conservation UICN

 DD  : Données insuffisantes
Lytorhynchus gasperetti est une espèce de serpent de la famille des Colubridae.

## Répartition
Cette espèce est endémique d'Arabie saoudite.

## Étymologie
Cette espèce est nommée en l'honneur de John Gasperetti (1920-2001).

## Publication originale
- Leviton, 1977 : A new lytorhynchid snake. Journal of the Saudi Arabian Natural History Society, vol. 19, p. 16-25